# Astragalus orcuttianus
Astragalus orcuttianus är en ärtväxtart som beskrevs av Sereno Watson. Astragalus orcuttianus ingår i släktet vedlar, och familjen ärtväxter. Inga underarter finns listade i Catalogue of Life.